# Sangiaccato di Ocrida
Il sangiaccato di Ocrida, chiamato anche sangiaccato di Ohri o di Ohrid (in turco Ohri Sancağı, in albanese Sanxhaku i Ohrit, in bulgaro Охридски санджак?, in macedone Охридски санџак?) era uno dei sangiaccati dell'Impero ottomano. Venne fondato nel 1395 e parte di esso si trovava nel territorio della Signoria di Prilep, un regno in Macedonia governato dal principe vassallo ottomano Marko, fino alla sua morte nella battaglia di Rovine.

## Divisione amministrativa
Con la sua fondazione nel 1395, fu uno dei primi sangiaccati stabiliti dell'Eyalet di Rumelia. Prima che diventasse parte dell'Impero ottomano nel 1395, il suo territorio iniziale apparteneva al regno del principe Marko. Originariamente il suo capoluogo era Bitola (o Monastir) e in seguito Ocrida; pertanto nelle fonti è indicato anche come sangiaccato di Monastir (o Bitola). Esso non deve essere confuso con il successivo sangiaccato di Monastir, istituito nel 1826 dalla parte orientale del sangiaccato di Ocrida, e che in seguito sostituì quest'ultimo interamente nel 1864.
Il territorio del sangiaccato di Ocrida è cambiato nel tempo.
Nel 1406 il sanjak-bey di Ocrida era Junayd di Aydın. Nel 1464 e nel 1465 il sanjak-bey era Ballaban Badera, famoso per le sue battaglie contro Skanderbeg, e che sostituì Şeremet bey su quella posizione. Sebbene lo storico Halil Inalcik spieghi che il sangiaccato di Elbasan fu fondato con la costruzione della fortezza di Elbasan nel 1466, sulla base dei documenti di Tursun Beg sussiste l'eventualità che Elbasan facesse inizialmente parte del sangiaccato di Ocrida.
I censimenti ufficiali ottomani (in turco Tapu tahrir defterleri) sul territorio del sangiaccato furono organizzati nel 1467, nel 1519 (censimento collettivo) e nel 1583 sul territorio.
Il censimento dell'inizio del XVI secolo registrò che il sangiaccato di Ocrida aveva le kaza (o distretti) di Ocrida stessa, Debar, Akçahisar (Krujë) e Mat, 4 città, 6 fortezze, 849 villaggi, 32.648 famiglie cristiane e 623 famiglie musulmane.
Secondo il censimento del 1583 il sangiaccato aveva tre kaza con 13 nahiye. Dopo la successiva espansione, il sangiaccato aveva 22 nahiye, 6 nella regione della Macedonia e 16 in Albania, e una presenza sostanziale di albanesi etnici.
Nell'autunno del 1794 Kara Mahmud Bushati, il pascià di Scutari, ottenne il controllo del Sangiaccato di Ocrida. Durante il 1796-1797 fu governato da Muhtar Pascià, figlio di Ali Pascià. Dal 1820 al 1831 il sangiaccato di Ocrida fu posto sotto il controllo di un altro pascià del Pascialato di Scutari, Mustafa Reshit Pasha Bushati.
La divisione amministrativa dell'Eyalet di Rumelia fu riformata in base all'hatisheriff del sultano del 21 giugno 1836, e i territori dei suoi sangiaccati furono sostanzialmente modificati mentre il sangiaccato di Ohrid divenne un arpalik della Valide Sultan. Fino al 1864 fece parte del Eyalet di Rumelia, mentre la kaza di Krujë insieme alle altre venne incorporata nel sangiaccato di Scutari. Dopo l'istituzione del Vilayet di Monastir nel 1864, il Sangiaccato di Ocrida cessò di esistere e il suo territorio fu incorporato nel Sangiaccato di Monastir (che era stato inizialmente stabilito nel 1826 come sangiaccato separato da quello Ocrida).

## Storia
Dorotheos, l'arcivescovo di Ocrida e i suoi funzionari e boiardi furono espatriati a Istanbul nel 1466 probabilmente a causa delle loro attività anti-ottomane durante la ribellione di Scanderbeg. Nel 1467 molti cristiani di Skopje, Ocrida, Serres e Kastoria furono deportati con la forza a Elbasan, una nuova fortezza ottomana dell'Albania.
I contadini del Sangiaccato di Ocrida parteciparono per dieci anni alla ribellione anti-ottomana del 1564 di Mariovo e Prilep. Il 25 luglio 1571 fu proposto di dividere il sangiaccato di Ocrida in due parti, al fine di aumentare la sicurezza pubblica in una situazione di continue ribellioni in questo sangiaccato.
Nel 1613 le autorità ottomane ordinarono la distruzione di tutte le chiese cristiane di nuova costruzione nei villaggi del sangiaccato di Ocrida.
Evliya Çelebi (1611-1682) dedicò al Sangiaccato di Ocrida un intero capitolo nella sua opera Seyahatname.